# Rébellion de Shakushain
La rébellion de Shakushain (シャクシャインの戦い, Shakushain no tatakai) est un soulèvement des Ainous contre l'autorité japonaise en Hidaka entre 1669 et 1672. Elle est dirigée par le chef aïnou Shakushain contre le clan Matsumae, qui représente le commerce japonais et les intérêts gouvernementaux dans la région de Hokkaidō, alors contrôlée par les Wajin.
La guerre commence comme une lutte pour les ressources entre les peuples Shakushain et un clan Aïnou rival dans le bassin de la rivière Shibuchari Shizunai-gawa (en)) de ce qui est à présent Shinhidaka. La guerre se développe dans une dernière tentative par le peuple aïnou pour préserver son indépendance politique et pour reprendre le contrôle des modalités de ses relations commerciales avec les Wajin.
Selon l'universitaire Brett Walker :

« La guerre de Shakushain se détache comme un tournant dans l'histoire de la conquête d'Ezo. Shakushain fait irruption sur comme un leader charismatique qui s'avère capable d'aplanir les différences régionales entre les communautés aïnous, menaçant de les unir contre l'intrusion japonaise en provenance du sud. Le shogunat Tokugawa réagit en consolidant sa propre unité à partir des alliés militaires dans le nord-est, en remplaçant les généraux Matsumae locaux avec les hommes de son choix, illustrant ainsi son rôle autoproclamé de défenseur du royaume. »

La seule autre révolte aïnou comparable à grande échelle contre la domination japonaise est la rébellion de Menashi-Kunashir de 1789. Une rébellion antérieure dans le même sens est la rébellion de Koshamain en 1456.

## Source de la traduction
- (en) Cet article est partiellement ou en totalité issu de l’article de Wikipédia en anglais intitulé « Shakushain's Revolt » (voir la liste des auteurs).